# 엄지씨름

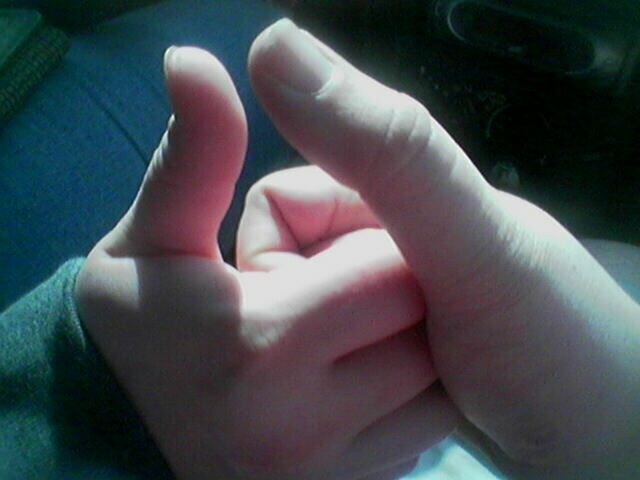
엄지손가락 레슬링

엄지씨름(영어: thumb wrestling, thumb war)은 엄지손가락의 힘과 재주를 겨루는 놀이 또는 경기 중 하나이다.

## 역사
작가 폴 데이비드슨은 그의 할아버지 버나드 데이비드슨이 1940년대에 개발했다고 주장하고 있다. 미국의 카피라이터 줄리언 코니그는 1936년에 캠프 그레이록에서 개발했다고 주장한다.

## 규칙
- 원칙적으로 오른손을 사용한다.
- 참가자는 상대의 검지에서 새끼손가락까지 네 손가락을 서로 연결시키는 형태로 잡고 엄지손가락으로 상대의 엄지 손가락을 억누른 상태로 몇 초가 지나면 승패가 결정된다.

## 같이 보기
- 팔씨름